# Super Rugby Aotearoa 2021
Super Rugby Aotearoa 2021 war die letzte von zwei Austragungen des professionellen Rugby-Union-Wettbewerbs Super Rugby Aotearoa. Sie fand von Februar bis Mai 2021 in Neuseeland statt und ersetzte die Saison 2021 der internationalen Meisterschaft Super Rugby, die wegen der weiterhin andauernden COVID-19-Pandemie nicht durchgeführt werden konnte. Teilnehmer waren die fünf neuseeländischen Super-Rugby-Franchises.

## Ereignisse
Wie schon die Saison 2020 konnte auch die Saison 2021 von Super Rugby nicht ordnungsgemäß durchgeführt werden, weshalb der Verband New Zealand Rugby einen auf Neuseeland beschränkten Ersatzwettbewerb durchführte. Der von Sky New Zealand gesponserte Wettbewerb begann am 26. Februar 2021 und umfasste zehn Runden bis zum 1. Mai. Hinzu kam das Finale am 8. Mai, in dem sich die Crusasers mit 24:13 gegen die Chiefs durchsetzten und somit ihren Titel vom Vorjahr verteidigten.
Dieser Wettbewerb fand parallel zu Super Rugby AU 2021 in Australien statt. Im Anschluss daran folgte der länderübergreifende Wettbewerb Super Rugby Trans-Tasman.

## Modus
Die fünf teilnehmenden Teams spielten je einmal zuhause und auswärts gegeneinander, hinzu kamen zwei spielfreie Runden. Die beiden Teams, die nach acht Runden am besten klassiert waren, bestritten daraufhin das Finale um den Meistertitel. Die Tabellenpunkte in der Wertung von Super Rugby Aotearoa wurden wie folgt vergeben:
- 4 Punkte für einen Sieg
- 2 Punkte für ein Unentschieden
- 1 Bonuspunkt für eine Niederlage in einem Spiel mit sieben Punkten oder weniger
- 1 Bonuspunkt für das Erzielen von drei Versuchen mehr als der Gegner

## Ergebnisse

### Tabelle
|    | Team        | Spiele | Siege | Unent. | Ndlg. | Spiel- punkte | Diff. | Bonus- punkte | Tabellen- punkte |
| -- | ----------- | ------ | ----- | ------ | ----- | ------------- | ----- | ------------- | ---------------- |
| 1. | Crusaders   | 8      | 6     | 0      | 2     | 237:165       | + 72  | 4             | 28               |
| 2. | Chiefs      | 8      | 5     | 0      | 3     | 187:230       | − 43  | 0             | 20               |
| 3. | Blues       | 8      | 4     | 0      | 4     | 210:191       | + 19  | 4             | 20               |
| 4. | Highlanders | 8      | 3     | 0      | 5     | 201:226       | − 25  | 2             | 14               |
| 5. | Hurricanes  | 8      | 2     | 0      | 6     | 200:223       | − 23  | 4             | 12               |

### Finale
| 8. Mai 2021 19:05 NZST | Crusaders | 24 : 13         | Chiefs                                                                                      | Rugby League Park, Christchurch Zuschauer: 17.100 Schiedsrichter: Ben O’Keeffe |
| 8. Mai 2021 19:05 NZST | Versuche: Reece 7. erh. Jordan 16. n.erh. Erhöhungen: Moʻunga (1/2) Straftritte: Moʻunga (3/3) 37., 69., 76. Dropgoals: Moʻunga (1/1) 64. | (15:10) Bericht | Versuche: McKenzie 20. erh. Erhöhungen: McKenzie (1/1) Straftritte: McKenzie (2/5) 15., 59. | Rugby League Park, Christchurch Zuschauer: 17.100 Schiedsrichter: Ben O’Keeffe |